# Nashville Rehearsals
De Nashville Rehearsals is een registratie van studiosessies van de Britse groep King Crimson.
Als King Crimson klaar is met een uitgebreide tournee naar aanleiding van de albums VROOOM en THRAK gaat men de S.I.R.-studios te Nashville (Tennessee) in om voorbereidingen te treffen voor een nieuw album. Het dubbeltrio, eens zo succesvol, blijkt daarbij een sta in de weg. Alle zes de leden willen een even grote invloed, terwijl ze niet allemaal dezelfde richting op willen. Fripp wil op de oude voet verder; Bruford wil wel weer eens nieuwe composities spelen. Als de studiokosten te hoog oplopen, vertrekt men en men komt in deze samenstelling niet meer bij elkaar. De muziek is experimenteler dan hun laatste opnamen; het ontlokt aan Bruford de uitspraak (citaat): It sounds completely amazing, but who else want to do that?

## Musici
- Robert Fripp – gitaar, soundscapes
- Adrian Belew – gitaar
- Trey Gunn – Warr gitaar
- Tony Levin – basgitaar en Chapman Stick
- Pat Mastelotto, Bill Bruford – akoestische en elektronische drums

## Demo's
1. Presidents
2. Scapeplay
3. Snugel
4. Off sets
5. Big funk
6. Jimmy Bond
7. Have u got?
8. Mulundrum
9. To many eee's
10. Nice to start
11. Pat's meckanical fives
12. Seizure
13. Circulation
14. KCF
15. Ragin' Drone
16. JB in 7
17. Split hands
18. Sad woman jam
19. Tony's jam
20. Trey, Pat & Bill

## Trivia
- Pas in 2000 volgt het volgende studioalbum van KC: The ConstruKction of Light.
- Dit is de laatste opname van het dubbeltrio.
- Aan het boekje te zien, zijn er meer opnamen, maar deze waren kennelijk ongeschikt om uitgebracht te worden.
- Bruford wilde nog wel even door met de opnamen; hij zag in de opnamen wel de mogelijkheid op den duur een album te krijgen; Fripp zag het anders.

Jaren 60: mei, juni 1969; Marquee Londen · 5 juli 1969; Hyde Park Londen · 21/22 november 1969; San Francisco
Jaren 70: 11 mei 1971; Plymouth · 10 augustus 1971; Marquee Londen · 16 oktober 1971; Brighton · 13 december 1971; Detroit · 26 februari 1972: Jacksonville · 27 februari 1972;Orlando · 12 maart 1972; Denver radio · 13 maart 1972; Denver live · 27 maart 1972; Boston · 13 oktober 1972; Frankfurt am Main · 17 oktober 1972; Bremen · 13 november 1972; Guildford · 15 november 1973; Zürich · 29 maart 1974; Heidelberg · 30 maart 1974; Mainz · 1 april 1974: Kassel · 24 juni 1974, Toronto· 1 juli 1974, New York
Jaren 80: 30 april 1981; Bath · 30 juli 1982; Philadelphia · 2 augustus 1982; New York · 13 augustus 1982; Berkeley · 25 augustus 1982; Cap D’Agde · 29 september 1982; München · 17-30 januari 1983; studiowerk · mei-november 1983
Jaren 90: VROOOM sessies;april/mei 1994; studio · 1 juli 1995; Wiltern · 20-25 november 1995; Broadway · 29 november 1995; Chicago · 26 augustus 1996; 2e maal Philadelphia · mei 1997; Nashville studio · 1-4 december 1997 (P1) · 4 juni 1998; Chicago (P2) · 1 juli 1998; Northampton (P2) · 1 november 1998; San Francisco (P4) · 25 maart 1999; Austin (P3)
Jaren vanaf 2000: 11 juni 2000; Warschau · 9/10 november 2001; Nashville live · 3 maart 2003: Alexandria (P3) · april 2003 · najaar 2003; Japan · 20 juni 2003; Milaan · 16 november 2003; New Haven ·  28 juni 2017; Chicago